# Église Saint-Barthélemy d'Ars
Pour les articles homonymes, voir Église Saint-Barthélémy.
L'église Saint-Barthélémy est une église catholique située en France, sur la commune d'Ars, dans le département de la Creuse en région Nouvelle-Aquitaine.

## Localisation
L'église est située dans le département français de la Creuse, sur la commune d'Ars.

## Historique
L'édifice est classé au titre des monuments historiques en 1983.

## Description
C'est une grande église avec un nef à cinq travées.